# Fiat 634
Le Fiat 634 est un camion lourd fabriqué par le constructeur italien Fiat V.I. à partir de 1931. 

C'est le premier camion lourd civil équipé d'un moteur diesel de la marque. Depuis 1906, Fiat développait la motorisation diesel, en liaison avec l’ingénieur allemand Rudolf Diesel. C'est en 1908, que le premier moteur diesel, fut utilisé sur un navire. En 1918, sur un locotracteur. Et en 1919, Fiat présente le premier avion biplan AN1, avec un monomoteur diesel.

Il faudra attendre 1931 pour voir les premiers camions Fiat avec un moteur diesel, le Fiat 632N et 634, (N qui veut dire Nafta/diesel en italien, ce signe figurera sur tous les camions Fiat de la série 600, jusqu’en 1975). Présenté en même temps que le Fiat 632, de dimensions plus petites, il sera, comme lui, adopté par l'armée du Roi d'Italie. Sa grande robustesse et fiabilité le feront rester sur le devant de la scène des poids lourds italiens pendant 9 ans. Il a été surnommé « le Géant ». Le modèle connaîtra 3 séries de « N » à « N2 ».
Lors de son lancement, il arbore une cabine aux lignes anguleuses, avec un long capot carré abritant un moteur diesel Fiat 355 6 cylindres à injection directe de 8 312 cm3, développant 75 ch à 1 700 tr/min. 
La seconde série, lancée en 1933, maintient la même cabine mais reçoit une évolution du moteur Fiat 355C 6 cylindres en ligne, avec une augmentation de la cylindrée à 8 355 cm3 lui fournissant 80 ch, toujours à 1 700 tr/min.
Les versions militaires seront bâties sur ces deux premières séries et seront essentiellement utilisées pour la campagne d'Éthiopie et la fin de la guerre d'Espagne. 
La 3e série sera destinée à une utilisation civile et bénéficiera d'une cabine et d'une face avant profondément modifiées avec des lignes arrondies et une calandre en forme d'écusson. Ce camion pourra tracter une remorque de 10 tonnes ce qui lui confère un PTRA de 24 tonnes, énorme pour l'époque.
Une version gazogène a été lancée en 1934 et restera en fabricatrion jusqu'en 1939. Son moteur sera le Fiat 255G, 6 cylindres en ligne de 9 972 cm3, développant 80 ch à 2 100 tr/min.

Ce camion deviendra un standard sur les routes des pays d’Europe car c’est le premier à offrir :
- des jantes type artillerie,
- une distribution électrique sous 24 volts
- une couchette pour le chauffeur lors des longs parcours. Ce ne sera que 7 ans plus tard que Louis Renault offrira le même confort sur son nouveau camion 3 essieux, l’AFKD.

| Modèle                                                             | Années de production | Type moteur | Cylindrée cm3 | Puissance ch DIN  | PTC en tonnes             |
| ------------------------------------------------------------------ | -------------------- | ----------- | ------------- | ----------------- | ------------------------- |
| Fiat 634N - 4x2 Camion, version militaire châssis cabine - plateau | 1931 - 1932          | Fiat 355    | 8 312         | 75 à 1 700 tr/min | 12,0                      |
| Fiat 634N1 - 4x2 Camion militaire,                                 | 1933 - 1939          | Fiat 355C   | 8 355         | 80 à 1 700 tr/min | 12,0                      |
| Fiat 634N2 - nouvelle cabine                                       | 1933 - 1939          | Fiat 355C   | 8 355         | 80 à 1 700 tr/min | 14,0 / 24,0 avec remorque |
| Fiat 634G - Gazogène                                               | 1934 - 1939          | Fiat 255G   | 9 972         | 80 à 2 100 tr/min | 14,0 / 24,0 avec remorque |